# Alon Abutbul
Alon Moni Abutbul (in ebraico אלון אבוטבול,; Kiryat Ata, 28 maggio 1965 – HaBonim, 29 luglio 2025) è stato un attore e doppiatore israeliano.

## Biografia
Nato a Kiryat Ata in una famiglia ebrea egiziano-algerina, frequentò la scuola d'arte Thelma Yellin di Giv'atayim. Nel corso degli anni partecipò a molti spettacoli teatrali, principalmente nel Teatro Habima di Tel Aviv. Divenne noto soprattutto come attore cinematografico e televisivo, tra i più importanti del cinema israeliano: negli anni Ottanta recitò da protagonista nei film Shtei Etzbaot Mi'Tzidon, Ehad Mishelanu e 51 Bar. Nominato "attore israeliano dell'anno" per l'interpretazione di "Shtei Etzbaot Mi'Tzidon" ed "Ehad Mishelanu", ricevette tra i suoi riconoscimenti più prestigiosi il premio di "attore cinematografico del decennio".
Alon Abutbul è morto nel 2025, a 60 anni, in seguito a un collasso.

## Filmografia parziale

### Attore

#### Cinema
- Kohav Hashahar (1980)
- Hapnimiyah (1983)
- 51 Bar, regia di Amos Guttman (1985)
- Dirsi Addio (Every Time We Say Goodbye), regia di Moshé Mizrahi (1986)
- Shtei Etzbaot Mi'Tzidon (1986)
- Ha-Krav Al HaVa'ad (1986)
- Kol Ahuvatai (1986)
- Malkat Hakitah (1986)
- Photo Roman (1987)
- Rambo III, regia di Peter MacDonald (1988)
- Makom L'Yad Hayam (1988)
- Streets of Yesterday (1989)
- Ha-Kluv (1989)
- Ehad Mishelanu (1989)
- Killing Streets (1991)
- Roked Al Hahof (1992)
- Deadly Heroes (1993)
- Ha-Yerusha (1993)
- Leylasede (1995)
- Wasserman - Der singende Hund (1995)
- Ha-Kochav Hakachol (1995)
- Marco Polo: The Missing Chapter (1996)
- Ha-Khetzi HaSheni (1996)
- Itha L'Netza (1997)
- A Speck on the Eyelash (1997)
- Campaign (1997)
- Gentila (1998)
- Mazal dagim (1998)
- Im Hukim (1998)
- Ahava Mimabat Sheni (1999)
- Egoz (1999)
- The Order, regia di Sheldon Lettich (2001)
- A Five Minutes Walk (2001)
- Mars Turkey (2001)
- Nina's Tragedies (2003)
- Munich, regia di Steven Spielberg (2005)
- The Belly Dancer (2006)
- Rak Klavim Ratzim Hofshi (2007)
- Noodle, regia di Ayelet Menahemi (2007)
- Beaufort, regia di Joseph Cedar (2007)
- Nessuna verità (Body of Lies), regia di Ridley Scott (2008)
- Out of the Blue (2008)
- Shiva (2008)
- Pistachio – The Little Boy That Woodn't, regia di Mike Nawrocki e Anthony Field (2011)
- Il cavaliere oscuro - Il ritorno (The Dark Knight Rises) (2012)
- Makom be-gan eden, regia di Yossi Madmoni (2013)
- Hahi shehozeret habaita, regia di Maya Dreifuss (2013)
- Shiraz - La città delle rose (Septembers of Shiraz), regia di Wayne Blair (2015)
- Attacco al potere 2 (London Has Fallen), regia di Babak Najafi (2016)
- Undisputed 4 - Il ritorno di Boyka (Boyka: Undisputed), regia di Todor Chapkanov e Isaac Florentine (2016)
- Harmonia, regia di Ori Sivan (2016)
- Beirut, regia di Brad Anderson (2018)
- Pere Atzil, regia di Marco Carmel (2018)
- Peaches and Cream, regia di Gur Bentwich (2019)
- Mechila, regia di Guy Amir e Hanan Savyon (2019)
- Lansky, regia di Eytan Rockaway (2021)

#### Televisione
- Ha-Alufa - serie TV, 2 episodi (2009)
- Alex Pros and Cons - serie TV, 2 episodi (2009)
- NCIS - Unità anticrimine (NCIS) - serie TV, episodio 7x12 (2010)
- The Mentalist - serie TV, episodio 3x07 (2010)
- Fringe - serie TV, episodio 3x13 (2011)
- Castle - serie TV, episodi 3x16-3x17 (2011)
- Shvita - serie TV, 5 episodi (2012)
- NCIS: Los Angeles - serie TV, 3 episodi (2012-2013)
- Law & Order - Unità vittime speciali (Law & Order: Special Victims Unit) - serie TV, episodio 14x04 (2012)
- Burn notice - Duro a morire (Burn Notice) - serie TV, episodio 6x14 (2012)
- Homeland - Caccia alla spia (Homeland) - serie TV, episodio 2x12 (2012)
- Low Winter Sun - serie TV, 7 episodi (2013)
- Betoolot - serie TV, 20 episodi (2014-2017)
- Legends - serie TV, 3 episodi (2014)
- The Blacklist - serie TV, episodio 2x08 (2014)
- State of Affairs - serie TV, episodio 1x02 (2014)
- Dig - serie TV, episodio 1x09 (2015)
- The Leftovers - Svaniti nel nulla (The Leftovers) - serie TV, episodio 2x03 (2015)
- Agent X - serie TV, episodio 1x02 (2015)
- Twin Peaks - serie TV, episodio 1x13 (2017)
- Snowfall - serie TV, 19 episodi (2017-2021)
- Harmon - serie TV, 8 episodi (2018)
- Madam Secretary - serie TV, episodio 5x15 (2019)
- Hawaii Five-0 - serie TV, episodio 10x13 (2020)

### Doppiatore
- Yehefim - miniserie TV, 6 episodi (2011)
- 3 in mezzo a noi - I racconti di Arcadia (3Below: Tales of Arcadia) - serie animata, 20 episodi (2018-2019)

## Doppiatori italiani
Nelle versioni in italiano delle opere in cui ha recitato, Alon Abutbul è stato doppiato da:
- Carlo Valli in Nessuna verità, Beirut
- Mario Cordova in Fringe, Burn Notice - Duro a morire
- Diego Reggente in Love Winter Sun
- Antonio Palumbo in Castle
- Gerolamo Alchieri in NCIS: Los Angeles
- Radislav Gillonsky in Il cavaliere oscuro - Il ritorno
- Roberto Chevalier in The Mentalist
- Massimo Lopez in Attacco al potere 2
- Massimo Corvo in Snowfall
- Paolo Buglioni in Undisputed 4 - Il ritorno di Boyka
- Paolo Maria Scalondro in Hawaii Five-0
- Stefano Mondini in FBI: International